# Austroparadoxostoma
Austroparadoxostoma is een geslacht van kreeftachtigen uit de klasse van de Ostracoda (mosselkreeftjes).

## Soort
- Austroparadoxostoma ventromarginale Hartmann, 1979